# فرایند و واقعیت

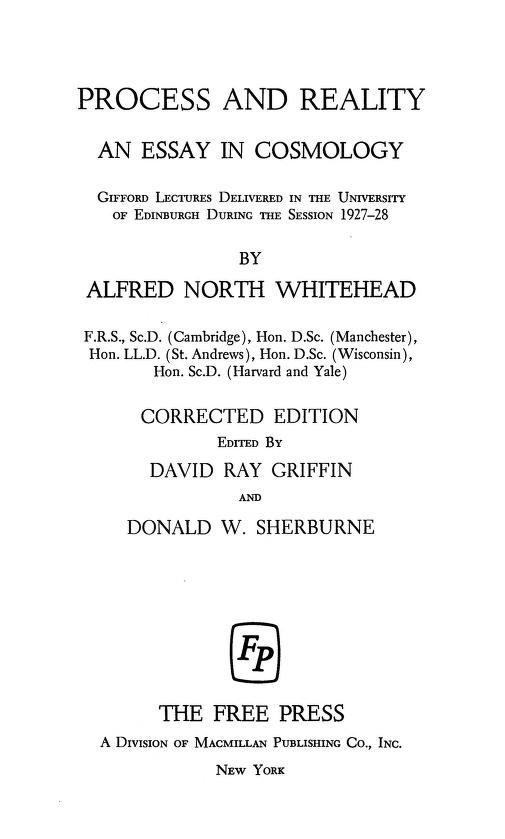
فرایند و واقعیت

فرایند و واقعیت (به انگلیسی: Process and Reality) کتابی نوشته آلفرد نورث وایتهد است که در آن فلسفه‌ای از ارگانیسم را مطرح می‌کند که به آن فلسفه پویشی نیز می‌گویند. این کتاب که در سال ۱۹۲۹ منتشر شد، بازبینی سخنرانی‌های گیفورد است که او در سال‌های ۱۹۲۷–۱۹۲۸ ایراد کرد.
ما از دکارت جدا می‌شویم و معتقدیم که آنچه او به‌عنوان «ویژگی‌های» اولیه بدن‌های فیزیکی توصیف می‌کند، واقعاً اشکال روابط درونی «بین» موقعیت‌های واقعی است. چنین تغییر فکری تغییر از ماتریالیسم به رئالیسم ارگانیک، به‌عنوان یک ایده اساسی علم فیزیکی است.— «فرایند و واقعیت»، ۱۹۲۹، ص. ۴۷۱.

## فرایند و واقعیت وایتهد
پیشینه وایتهد یک گمانه‌زنی غیرمعمول بود. او که به‌عنوان یک ریاضی‌دان تحصیل کرد، از طریق همکاری با شاگردش برتراند راسل و انتشار کتاب مبادی ریاضیات در سال ۱۹۱۳، یک منطق‌دان بزرگ شد. بعدها او در مورد فیزیک و فلسفه آن نوشت و نظریه گرانش در فضای مینکوفسکی را به‌عنوان جایگزین منطقی ممکن برای نظریه نسبیت عام انیشتین پیشنهاد کرد. فرایند و واقعیت وایتهد شاید استاد کار فلسفی او باشد.
در زیر تلاشی برای ارائه طرحی قابل‌دسترس از برخی از ایده‌های اصلی در فرایند و واقعیت وایتهد، بر اساس خود کتاب، اما با مطالعه کلی منابع ثانویه، به‌ویژه کتاب متافیزیک وایتهد آمده‌است؛ یک ارائه مقدماتی. وایتهد اغلب از متافیزیک فرایند و واقعیت به‌عنوان «فلسفه ارگانیسم» صحبت می‌کند.
کیهان‌شناسی توضیح داده‌شده در فرایند و واقعیت، هستی‌شناسی مبتنی بر دو نوع وجود موجودیت، موجودیت واقعی و موجودیت انتزاعی را مطرح می‌کند.
اصل انتزاعی نهایی وجود واقعی برای وایتهد خلاقیت است. وجود واقعی یک فرایند تبدیل شدن است و «شدن» یک پیشرفت خلاقانه به سمت تازگی است. در چیزی آشکار می‌شود که می‌توان آن را «علیت منفرد» نامید. این اصطلاح ممکن است با «علیت اسمی» مقایسه شود. یک مثال از علیت مفرد این است که من امروز صبح از خواب بیدار شدم زیرا ساعت زنگ‌دار من به صدا درآمد. یک مثال از علیت اسمی این است که ساعت‌های زنگ‌دار معمولاً افراد را در صبح بیدار می‌کنند. ارسطو علیت مفرد را ععلل اربعه می‌شناسد. از نظر وایتهد، دلایل مفرد متعددی برای یک رویداد وجود دارد. یکی دیگر از دلایل اصلی بیدار شدن من توسط ساعت زنگ‌دار امروز صبح این بود که در نزدیکی آن خوابیده بودم تا زمانی که زنگ خورد.
یک موجود واقعی یک اصطلاح فلسفی عمومی برای یک فرد کاملاً معین و کاملاً مشخص از جهان واقعی موجود یا جهان موجودات متغیر است، که بر حسب علیت مفرد در نظر گرفته می‌شوند و می‌توان دربارهٔ آن اظهارات مقوله‌ای کرد. گسترده‌ترین، عمیق‌ترین و رادیکال‌ترین سهم وایتهد در متافیزیک، ابداع روشی بهتر برای انتخاب موجودات واقعی است. وایتهد راهی را برای تعریف موجودات بالفعل انتخاب می‌کند که همه آن‌ها را یکسان می‌سازد، به استثنای یک استثنا؛ خدا.
برای مثال، برای ارسطو موجودات واقعی مواد بودند، مانند سقراط (شهروند خاص آتن) و بوسفالوس (اسب خاص متعلق به اسکندر مقدونی). علاوه بر هستی‌شناسی جوهرهای ارسطو، نمونه دیگری از هستی‌شناسی که موجودیت‌های واقعی را مطرح می‌کند، در «مونادهای لایب نیتس» است که گفته می‌شود «بدون پنجره» است.

### موجودات واقعی وایتهد
از نظر وایتهد، موجودات بالفعل به‌عنوان تنها عناصر بنیادی واقعیت، یعنی حقایق نهایی موجود جهان وجود دارند. هیچ چیز «یا در واقع، یا در اثربخشی» نهفته‌است، یا فراتر از موجودیت‌های واقعی نیست. بلکه آن‌ها زیربنای تمام واقعیت‌ها هستند.
موجودات واقعی بر دو نوع هستند: زمانی و جسمانی.
به استثنای یک مورد، همه موجودات واقعی برای وایتهد زمانی هستند و موقعیت‌هایی از تجربه هستند (که نباید با آگاهی، یا با ذهنیت صرف اشتباه گرفته شوند). این ایده «موجود واقعی» بارزترین مشخصه متافیزیک فرایند و واقعیت است و از خواننده‌ای که به‌تازگی به آن نزدیک شده‌است، رویکردی فلسفی و بدون تعصب می‌طلبد. موجودی که مردم معمولاً آن را به‌عنوان یک شی انضمامی ساده در نظر می‌گیرند، یا ارسطو آن را به‌عنوان یک جوهر – از جمله یک انسان – در نظر می‌گیرد، در این هستی‌شناسی ترکیبی از موقعیت‌های بی‌شمار تجربه در نظر گرفته می‌شود.
یک موجود استثنایی در عین حال هم‌زمانی و هم جسمانی است: خدا. او به‌طور عینی جاودانه است و همچنین در جهان ماندگار است. او در هر موجود واقعی زمانی عینیت پیدا می‌کند. اما او شیء ابدی نیست. وایتهد از اصطلاح «موقعیت واقعی» فقط برای اشاره به موجودات بالفعل زمانی صرف، آن‌هایی غیر از خدا استفاده می‌کند.
مناسبت‌های تجربه چهار درجه است. اولی شامل فرآیندهایی در خلاء فیزیکی مانند انتشار یک موج الکترومغناطیسی یا تأثیر گرانشی در فضای خالی است. موارد تجربه کلاس دوم فقط شامل ماده بی‌جان است. مناسبت‌های تجربه کلاس سوم شامل موجودات زنده است. موارد تجربه کلاس چهارم شامل تجربه در شیوه ارائه بی‌واسطه است، که به‌معنای کم‌وبیش چیزی است که معمولاً کیفیت تجربه ذهنی نامیده می‌شود. تا آن‌جا که می‌دانیم، تجربه در شیوه ارائه بی‌واسطه فقط در حیوانات تکامل‌یافته‌تر اتفاق می‌افتد. این‌که برخی از موقعیت‌های تجربه مستلزم تجربه در شیوه بی‌واسطگی ارائه است، تنها دلیلی است که وایتهد موقعیت‌های تجربه را موجودیت واقعی خود می‌سازد؛ زیرا موجودیت‌های واقعی باید از نوع در نهایت کلی باشند. در نتیجه، ضروری است که یک موقعیت تجربه جنبه‌ای در نحوه بی‌واسطه بودن ارائه داشته باشد. موارد در کلاس‌های یک، دو و سه فاقد این جنبه هستند. بالاترین درجه تجربه «بایستی با اهمیت کانالیزه‌شده عملکردهای مفهومی آزاد شناسایی شود».
در این هستی‌شناسی هیچ دوگانگی ذهن-ماده وجود ندارد، زیرا «ذهن» صرفاً به‌عنوان انتزاعی از موقعیتی از تجربه تلقی می‌شود که جنبه مادی نیز دارد، که البته صرفاً انتزاع دیگری از آن است؛ بنابراین جنبه‌های ذهنی و مادی انتزاعی از یک موقعیت عینی تجربه هستند. مغز بخشی از بدن است، هر دو انتزاع‌هایی هستند که به‌عنوان اشیاء فیزیکی پایدار شناخته می‌شوند، و نه موجودات واقعی. اگرچه توسط ارسطو به رسمیت شناخته نشده‌است، شواهد بیولوژیکی وجود دارد، که توسط جالینوس نوشته شده‌است، که مغز انسان جایگاه ضروری تجربه انسان در شیوه بی‌واسطه‌بودن ارائه است. ممکن است بگوییم که مغز یک جنبه مادی و ذهنی دارد، که هر سه انتزاعی از موقعیت‌های سازنده بی‌معنای تجربه‌شان هستند که موجودیت‌های واقعی هستند.
ذاتی هر موجود واقعی، بعد مربوط به زمان آن است. به‌طور بالقوه، هر مناسبت تجربه، در هر موقعیت دیگری از تجربه که در زمان مقدم بر آن است، پیامد علّی است، و به عنوان پیامدهای علّی خود، هر موقعیت دیگری از تجربه را که در پی می‌آید، دارد؛ بنابراین گفته شده‌است که موقعیت‌های تجربه وایتهد برخلاف مونادهای «بدون پنجره» لایب‌نیتس «همه پنجره» هستند. در زمانی که نسبت به آن تعریف می‌شود، هر موقعیت تجربه به‌طور علّی تحت‌تأثیر موقعیت‌های تجربی قبلی قرار می‌گیرد و به‌طور علّی بر موقعیت‌های تجربه آینده تأثیر می‌گذارد. یک موقعیت تجربه شامل فرآیندی است که نسب به دیگر مناسبت‌های تجربه، واکنش نشان می‌دهد.
پیامدهای علّی از این قاعده همیشگی پیروی می‌کنند که علت‌ها به موقع بر آثار مقدم هستند. برخی از جفت فرایندها را نمی‌توان با روابط علت و معلولی به هم متصل کرد و گفته می‌شود که از نظر مکانی (فضازمان) از هم جدا هستند. این با دیدگاه نظریه نسبیت خاص اینشتین و هندسه فضازمان مینکوفسکی کاملاً مطابقت دارد. واضح است که وایتهد به این ایده‌ها احترام می‌گذاشت، همان‌طور که می‌توان در کتاب او در سال ۱۹۱۹ به نام «تحقیق در مورد اصول دانش طبیعی» و همچنین در فرایند و واقعیت مشاهده کرد. زمان در این دیدگاه نسبت به یک چارچوب مرجع اینرسی است، فریم‌های مرجع مختلف نسخه‌های مختلف زمان را تعریف می‌کنند.
موجودیت واقعی، مناسبت تجربه، منطقاً اتمی است؛ به این معنا که نمی‌توان آن را به دو موقعیت تجربه دیگر تقسیم کرد. این نوع اتمی منطقی کاملاً با بسیاری از هم‌پوشانی‌های فضایی و زمانی مناسبت‌های تجربه سازگار است. می‌توان این اتمی بودن را با گفتن این نکته توضیح داد که یک موقعیت تجربه ساختار علی درونی دارد که نمی‌تواند در هر یک از دو بخش مکمل که ممکن است به آن تقسیم شود بازتولید شود. با این وجود، یک موجودیت واقعی می‌تواند به‌طور کامل شامل بسیاری از موجودیت‌های واقعی نامحدود دیگر باشد.
نظریه گسترش وایتهد به ویژگی‌های مکانی-زمانی مناسبت‌های تجربه او مربوط می‌شود. مفهوم سرعت هم برای مکانیک نظری نیوتنی و هم برای مکانیک کوانتومی اساسی است. اندازه‌گیری سرعت نیاز به وسعت مکانی و زمانی محدودی دارد. از آن‌جایی که هیچ گستره مکانی و زمانی محدودی ندارد، یک نقطه از فضای مینکوفسکی نمی‌تواند موقعیتی برای تجربه باشد، بلکه انتزاعی است از مجموعه‌ای نامتناهی از موقعیت‌های هم‌پوشانی یا حاوی تجربه، همان‌طور که در فرایند و واقعیت توضیح داده شده‌است. اگرچه موقعیت‌های تجربه اتمی هستند، اما لزوماً از نظر بسط، از نظر مکانی و زمانی، از یکدیگر جدا نیستند. بسیاری از موقعیت‌های تجربه می‌توانند در فضای مینکوفسکی هم‌پوشانی داشته باشند.
نمونه‌ای از پیوند موقعیت‌های تجربه که با هم تداخل زمانی دارند، چیزی است که وایتهد آن را یک شیء فیزیکی پایدار می‌نامد، و با یک ماده ارسطویی مطابقت دارد. یک شیء فیزیکی پایدار از نظر زمانی دارای اولین و آخرین عضو است. هر عضوی (غیر از اولین) پیامد علّی اولین عضو پیوند است، و هر عضوی (به غیر از آخرین) چنین پیوندی مقدم علّی آخرین است. بسیاری از مقدمات و پیامدهای علّی دیگر شیء فیزیکی پایدار وجود دارد که هم‌پوشانی دارند، اما عضوی از پیوند نیستند. هیچ عضوی از پیوند از نظر مکانی از هیچ عضو دیگری جدا نیست. در درون پیوند بسیاری از جریان‌های پیوسته از پیوندهای هم‌پوشانی وجود دارد که هر جریان شامل اولین و آخرین عضو جسم فیزیکی پایدار است؛ بنابراین یک شیء فیزیکی پایدار، مانند یک جوهر ارسطویی، در طول زندگی خود دست‌خوش تغییرات می‌شود.
یکی دیگر از جنبه‌های اتمی بودن مناسبت‌های تجربه این است که آن‌ها تغییر نمی‌کنند. یک موجود واقعی همان چیزی است که هست. یک موقعیت تجربه را می‌توان به‌عنوان یک فرایند تغییر توصیف کرد، اما خود تغییرناپذیر است.

### انتزاع‌های وایتهد
انتزاع‌های وایتهد موجودیت‌های مفهومی هستند که از موجودیت‌های واقعی او انتزاع یا مشتق شده‌اند و بر اساس آن‌ها بنا شده‌اند. انتزاع‌ها خود موجودات بالفعل نیستند، بلکه تنها موجوداتی هستند که می‌توانند واقعی باشند.
انتزاع یک نهاد مفهومی است که بیش از یک موجود واقعی را شامل می‌شود. هستی‌شناسی وایتهد به مجموعه‌های ساختاریافته مهمی از موجودیت‌های واقعی به‌عنوان پیوندهای موجودیت‌های واقعی اشاره می‌کند. مجموعه موجودیت‌های واقعی در یک پیوند بر برخی از جنبه‌های آن موجودیت‌ها تأکید می‌کند، و این تأکید یک انتزاع است، زیرا به این معنی است که برخی از جنبه‌های موجودیت‌های واقعی تأکید می‌شوند یا از واقعیت خود دور می‌شوند، درحالی‌که جنبه‌های دیگر مورد تأکید قرار نمی‌گیرند.
وایتهد بسیاری از اشیاء ابدی را پذیرفت. یک مثال از یک شیء ابدی یک عدد است، مانند عدد «دو». وایتهد معتقد بود که اشیاء ابدی انتزاع‌های بسیار بالایی هستند. بسیاری از انتزاع‌ها، از جمله اشیاء ابدی، اجزای بالقوه فرایندها هستند.

### رابطه بین موجودات واقعی و انتزاع‌های بیان‌شده در اصل هستی‌شناختی
برای وایتهد، علاوه بر تولید زمانی توسط موجودات واقعی که علل کمک‌کننده آن هستند، یک فرایند ممکن است به عنوان تلاقی اشیاء ابدی جزء انتزاعی در نظر گرفته شود. خداوند در هر موجود بالفعل زمانی وارد می‌شود.
اصل هستی‌شناختی وایتهد این است که هر واقعیتی که به یک انتزاع مربوط می‌شود، از موجودیت‌های واقعی که بر آن بنا شده یا از آن‌ها تشکیل شده‌است، ناشی می‌شود.

## منبع یک قصیده
این کتاب همچنین منبع الهام اشاره‌هایی است به «پاورقی‌هایی به افلاطون»:
امن‌ترین توصیف کلی سنت فلسفی اروپایی این است که از یک سری پاورقی برای افلاطون تشکیل شده‌است.— «فرایند و واقعیت»، مطبوعات آزاد، ۱۹۷۸، ص. ۳۹.